# Veikko Lahti
Veikko Olavi Lahti (ur. 7 grudnia 1926 w Janakkala, zm. 28 lipca 2014 w Kotka) – fiński zapaśnik walczący w obu stylach. Dwukrotny olimpijczyk. Zajął dwunaste miejsce w Helsinkach 1952, w kategorii do 79 kg w stylu wolnym. Dziesiąty w Melbourne 1956, w stylu wolnym i siódmy w stylu klasycznym, w wadze do 87 kg.
Wicemistrz świata w 1955 roku.
Mistrz Finlandii w 1956; drugi w 1959; trzeci w 1953, 1955, w stylu klasycznym. Pierwszy w 1954, 1955, 1956, 1957 i 1958; drugi w 1959; trzeci w 1960 i 1963 roku, w stylu wolnym.

## Letnie Igrzyska Olimpijskie 1952
| Konkurencja      | Rundy eliminacyjne  | Rundy eliminacyjne         | Klas. końcowa |
| Konkurencja      | Przeciwnik I        | Przeciwnik II              | Miejsce       |
| ---------------- | ------------------- | -------------------------- | ------------- |
| 79 kg styl wolny | León Genuth (ARG) P | Gholam Reza Tachti (IRI) P | 12.           |

## Letnie Igrzyska Olimpijskie 1956
| Konkurencja      | Rundy eliminacyjne | Rundy eliminacyjne      | Klas. końcowa |
| Konkurencja      | Przeciwnik I       | Przeciwnik II           | Miejsce       |
| ---------------- | ------------------ | ----------------------- | ------------- |
| 87 kg styl wolny | Pete Blair (USA) P | Mitsuhiro Ōhira (JPN) P | 10.           |

| Konkurencja          | Rundy eliminacyjne        | Rundy eliminacyjne  | Rundy eliminacyjne         | Klas. końcowa |
| Konkurencja          | Przeciwnik I              | Przeciwnik II       | Przeciwnik III             | Miejsce       |
| -------------------- | ------------------------- | ------------------- | -------------------------- | ------------- |
| 87 kg styl klasyczny | Karl-Erik Nilsson (SWE) P | Dale Thomas (USA) Z | Walentin Nikołajew (SUN) P | 7.            |